# Кетамин
Кетаминът е химично вещество, наркотик, използван като дисоциативен анестетик (NMDA-антагонист).
Като медицински продукт се е прилагал за започване и поддържане на анестезия. Сега се използва предимно във ветеринарната практика. Други приложения включват седация в интензивно отделение, като обезболяващо, като лечение на бронхоспазъм, за лечение на комплексен регионален болков синдром (невропатична болка) под форма на кремове и като антидепресант за лечение на депресия и лечение на постравматичен стрес в течна форма сублингвално (под езика).
Предизвиква подобни на транс състояния, като същевременно облекчава болката и предизвиква загуба на паметта. Не потиска сърдечната и дихателната дейност както и рефлекса за кашляне/гълтане.
Честите странични ефекти включват редица психологически реакции. Това може да включва възбуда, объркване и психоза. Сравнително често предизвиква хипертония и мускулен тремор. Рядко причинява хипотония и потискане на дишането и ларингоспазъм.
Извънмедицинската употреба включва изсушаване на разтвора за мед. употреба и смъркане на получения сух продукт. Друг интоксикант (наркотик) в същия клас дисоциативни анестетици е фенциклидин, съкратено PCP (англ. Phencyclidine, популярно angel dust).